# Martijntje Quik
Martijntje Quik (De Bilt, 24 de octubre de 1973) es una deportista neerlandesa que compitió en remo como timonel. Participó en los Juegos Olímpicos de Sídney 2000, obteniendo una medalla de plata en la prueba de ocho con timonel.

## Palmarés internacional
| Juegos Olímpicos | Juegos Olímpicos   | Juegos Olímpicos | Juegos Olímpicos |
| Año              | Lugar              | Medalla          | Prueba           |
| ---------------- | ------------------ | ---------------- | ---------------- |
| 2000             | Sídney (Australia) | Medalla de plata | Ocho con timonel |